# Andra tygkompaniet
Andra tygkompaniet (Tyg 2) var ett tygmaterielförband inom svenska armén som verkade i olika former åren 1947–1949. Förbandsledningen var förlagd i Skövde garnison i Skövde.

## Historia
Andra tygkompaniet bildades den 1 juli 1947 genom försvarsbeslutet 1942. Kompaniet hade dock redan den 1 januari 1944 bildades som en förberedande organisation vid Första tygkompaniet (Tyg 1).
Bakgrunden till bildandet av kompaniet var den stora modernisering och motorisering som pågick inom armén. Kompaniet var ett fristående självständigt förband, och stod under Inspektören för underhållstruppernas befäl.
Genom försvarsbeslutet 1948 upplöstes både intendenturtrupperna och tygtrupperna som truppslag och verksamheten uppgick i trängtrupperna. Andra tygkompaniet upplöstes den 1 januari 1949 och kompaniet uppgick i Göta trängregemente (T 2).

## Verksamhet
Tjänsten omfattade dels ammunitionstjänst med uppgiften att lagra och tillhandahålla ammunition, dels tygmaterieltjänst som svarade för reparationstjänst och ersättning av tygmateriel. Andra tygkompaniet utbildade såväl befäl som värnpliktiga vapen-, pjäs-, och bilmekaniker, samt satte upp ammunitions- och reparationsförband.

## Förläggningar och övningsplatser

### Förläggning
Inför att Andra tygkompaniet skulle bildades, förlades den 1 september 1943 en förberedande enhet till Hornsgatan 58. År 1946 förlades kompaniets expedition till det barackläger som Första intendenturkompaniet (Int 1) lämnade vid Nynäsvägen i Västerhaninge. Vis samma tid förlades Tygavdelningen vid kompaniet till Birger Jarlsgatan 101 samt intendenturavdelningen till Dannemoragatan 16. Den 4 september 1947 stod kompaniets lokaler färdig inom Skövde garnison, dit kompaniexpeditionen förlades till. Kvar i Stockholm blev en kompaniavdelning förlagd till Grönwalls bryggerier vid Birger Jarlsgatan 101.

## Heraldik och traditioner
Andra tygkompaniet blev aldrig tilldelade någon egen fana eller standar, utan bar en svensk tretungad fana med kravatt. Kompaniets fana och traditioner övertogs av Göta trängregemente (T 2).

## Förbandschefer
Kompanichefer vid Andra tygkompaniet åren 1947–1949.
- 1947–1949: Bo August Norrbrink

## Namn, beteckning och förläggningsort
| Andra tygkompaniet | 1947-07-01 | – | 1949-01-01 |

| Tyg 2 | 1947-07-01 | – | 1949-01-01 |

| Stockholms garnison (F) | 1943-09-01 | – | 1949-01-01 |
| Skövde garnison (F)     | 1947-09-04 | – | 1949-01-01 |